# Exhumación de Yasir Arafat
La exhumación del cuerpo de Yasir Arafat se llevó a cabo el 27 de noviembre de 2012, a ocho años de la muerte del político palestino. La intención es investigar si fue asesinado, así lo manifestó el funcionario palestino Tawfiq al-Tirawi, encargado de supervisar dicha actividad; asimismo, agregó que la exhumación del cadáver y las investigaciones in situ se llevan a cabo de acuerdo a la «soberanía palestina». Durante la toma de muestras participaron expertos forenses franceses, suizos y rusos para determinar las causas de la muerte, ya que los palestinos sostienen que fue asesinado al haberse encontrado altos niveles de polonio radiactivo en su ropa, mientras que Israel niega su implicación. La operación se inscribe en el marco de una investigación judicial francesa abierta en agosto de 2012 por asesinato.

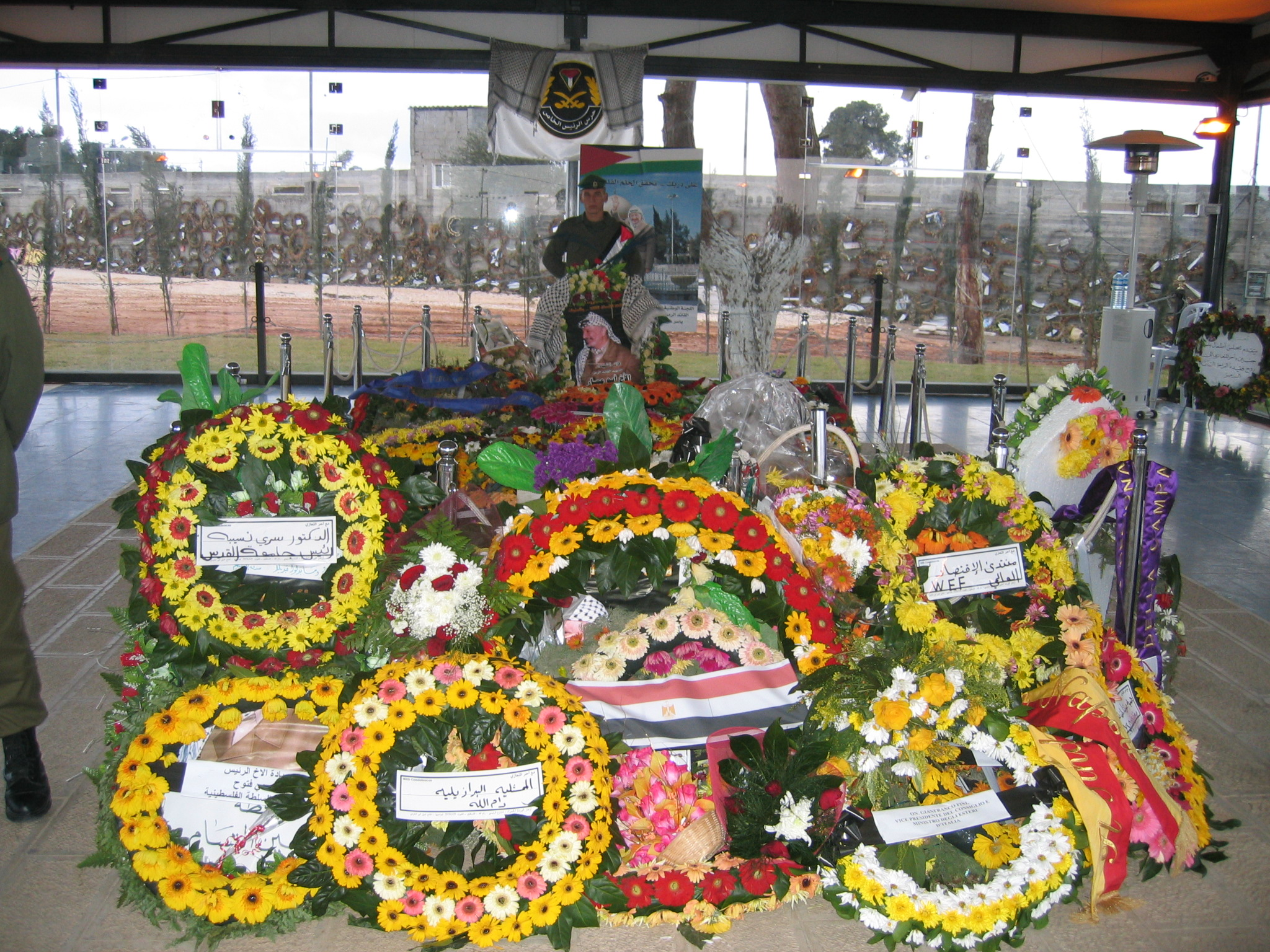
Tumba de Yasir Arafat en Ramala, Cisjordania

El sepulcro de Arafat fue abierto para que médicos musulmanes palestinos retiraran al menos veinte muestras de los restos óseos, según declaró una fuente oficial, que negó informaciones que apuntaban a que el cuerpo había sido trasladado en una bolsa a una mezquita cercana en la sede de la gobernación de Ramala y Al Bireh. Sin embargo, Patrice Mangin, director del Centro de Medicina Legal del Hospital Universitario de Lausana, aseguró que un científico palestino fue la única persona autorizada para tocar los restos de Arafat, tomando aproximadamente alrededor de sesenta muestras. Los resultados tardarán al menos tres meses después de su exhumación.
La Autoridad Nacional Palestina, manifestó que en caso de que Yasser Arafat haya sido envenenado, actuará contra Israel ante la Corte Penal Internacional.
Fuentes no oficiales señalaron que el cuerpo de Arafat no fue sacado de la tumba, a cuatro metros bajo tierra, sino que fueron los expertos quienes bajaron al pequeño espacio de unos 1.5 m de altura. Por ello, no hubo una nueva ceremonia de entierro.

## Antecedentes
En octubre de 2004, Arafat fue trasladado a Francia, donde se encontraba su esposa, al Hôpital d'Instruction des Armées Percy, un hospital militar francés en Clamart (cerca de París), donde estuvo hospitalizado desde el 29 de octubre y en coma desde el 3 de noviembre.
Murió en la madrugada del 11 de noviembre de 2004 a las 3:30 hora local (2:30 UTC) debido a una hemorragia cerebral según los medios de prensa; a las 4:40 (3:40 UTC) según el comunicado oficial de la Autoridad Nacional Palestina. Pese a que no se facilitó información sobre las causas de su muerte, ciertos rumores, sostenidos recientemente también por Ahmad Jibril, líder y fundador del Frente Popular por la Liberación de Palestina, en una entrevista al canal Al-Manar vinculado a Hezbolá, estiman que se debió al sida. Otras fuentes afirman que murió por envenenamiento urdido por los servicios secretos israelíes, aunque fuera portador del VIH.
Claude Goasguen, parlamentario francés, reclamó una investigación parlamentaria para acallar los rumores sobre el presunto asesinato de Arafat. El gobierno francés señaló que no había evidencias de que Arafat fuese envenenado, de otro modo se habría abierto una investigación criminal.
En julio de 2012, la cadena de noticias catarí Al Jazeera publicó una investigación de nueve meses en la que distintas pruebas realizadas por el prestigioso Centro de Medicina Legal del Hospital Universitario de Lausana (Suiza) determinaron que las pertenencias de Arafat, especialmente las que habían estado en contacto con sus fluidos corporales, contenían un nivel extremadamente alto de polonio 210, un material radioactivo, y que esto no era explicable por causas naturales, lo que sugiere un envenenamiento como posible causa de su muerte. Sin embargo, otras fuentes aseguran que los restos radiactivos del polonio 210 se desvanecen a menos de la mitad en cuatro meses, por lo que los altos niveles descubiertos en las ropas de Arafat indican que fueron "implantados" mucho tiempo después de su muerte.
El presidente de la Autoridad Nacional Palestina, Mahmud Abbas, ordenó al comité encargado de investigar las causas de la enfermedad y la muerte de Arafat que tratase de averiguar la verdad sobre este tema y aceptó que se exhumase el cadáver con ese fin.
Unas horas antes, Suha Arafat, la viuda de Yasir, ya había pedido la exhumación de los restos mortales de su marido. Finalmente el 27 de noviembre de 2012, se procedió a exhumar el cadáver de Yasir Arafat, bajo supervisión rusa, para esclarecer si fue envenenado. Expertos forenses suizos, rusos y franceses tomaron muestras de los restos para su estudio. En 2013, el equipo suizo determinó que las muestras tenían niveles de polonio 210 dieciocho veces superiores a lo normal. En diciembre de ese mismo año, según una fuente anónima que filtró las conclusiones a la prensa, una investigación de la justicia francesa mantenida secreta concluyó que "Arafat no fue envenenado, sino que murió de causas naturales", como consecuencia de una "infección generalizada". Expertos rusos confirmaron posteriormente las conclusiones de la investigación francesa.

## Estadoobservador no miembro
El 29 de noviembre, luego de conocerse el resultado de la resolución de la Asamblea General de la Organización de las Naciones Unidas, que votó por hacer de Palestina un estado observador no miembro por 138 votos a favor, 9 en contra y 41 abstenciones; la muchedumbre concentrada en Ramala celebró con banderas e imágenes de Yasir Arafat, ícono de la celebración palestina.